# Съюз на южноамериканските нации
Съюзът на южноамериканските нации (на нидерландски: Unie van Zuid-Amerikaanse Naties, UZAN; на португалски: União de Nações Sul-Americanas, UNASUL; на испански: Unión de Naciones Suramericanas, UNASUR) е междуправителствена организация, обединяваща повечето страни от Южна Америка.
Договорът за създаване на организацията е сключен през 2008 година и влиза в сила на 11 март 2011 година. Организацията интегрира в себе си две по-ранни регионални организации – Меркосур и Андската общност, като си поставя за цел интеграцията на Латинска Америка по модела на Европейския съюз.

## Членове
Пълноправни членове
- Боливия
- Гвиана
- Суринам
- Венецуела

Наблюдатели
- Мексико
- Панама